# Kampioenschap van Vlaanderen 2008
Il Kampioenschap van Vlaanderen 2008, novantatreesima edizione della corsa, valido come evento dell'UCI Europe Tour 2008 categoria 1.1, si svolse il 19 settembre 2008 su un percorso di 180 km. Fu vinto dal tedesco André Greipel, che terminò la gara in 4h04'00" alla media di 44,262 km/h.
Dei 171 ciclisti alla partenza furono 117 a portare a termine il percorso.

## Ordine d'arrivo (Top 10)
| Pos. | Corridore          | Squadra      | Tempo    |
| ---- | ------------------ | ------------ | -------- |
| 1    | André Greipel      | Columbia     | 4h04'00" |
| 2    | Stefan van Dijk    | Mitsubishi   | s.t.     |
| 3    | Andreas Stauff     | Milram Cont. | s.t.     |
| 4    | Robert Wagner      | Skil-Shimano | s.t.     |
| 5    | Niko Eeckhout      | Topsport Vl. | s.t.     |
| 6    | Sjef De Wilde      | Verandas W.  | s.t.     |
| 7    | Reinier Honig      | P3 Transfer  | s.t.     |
| 8    | Sébastien Rosseler | QuickStep    | s.t.     |
| 9    | Kenny Lisabeth     | An Post      | s.t.     |
| 10   | Dennis Pohl        | 3C-Lamonta   | s.t.     |